# Согласные на всё меняют мир
«Согласные на всё приводят мир в порядок» (англ. The Yes Men Fix the World) — документальный фильм дуэта The Yes Men, вышедший на экраны в 2009 году.

## Сюжет
Два непримиримых энтузиаста, известные как «согласные на всё», желают развенчать «культ свободного рынка» и изменить мир. С этой целью они принимают облик высокопоставленных сотрудников крупных корпораций и чиновников правительства и с высоких трибун делают громкие заявления. Эти «розыгрыши» имеют одну цель — привлечь внимание общественности к таким вещам как трагедия в Бхопале, экологические проблемы и восстановление Нового Орлеана и показать, что мир может быть совсем другим.

## Награды и номинации
- 2009 — приз зрительских симпатий программы «Панорама» Берлинского кинофестиваля
- 2009 — приз DOC U! Award фестиваля документальных фильмов в Амстердаме
- 2009 — фильм представлен на кинофестивалях в Сиэтле и Сан-Франциско, а также на фестивале «Санденс»